# مینامی هامابه
مینامی هامابه (انگلیسی: Minami Hamabe؛ زادهٔ ۲۹ اوت ۲۰۰۰) بازیگر اهل ژاپن است. وی از سال ۲۰۱۱ میلادی تاکنون مشغول فعالیت بوده‌است.
از فیلم‌هایی که وی در آن نقش داشته‌است، می‌توان به وکیل تک، بذار جیگرتو بخورم، کارآگاه کونان: گلوله سرخ و گودزیلا منهای یک اشاره کرد.